# Ghodaghodi Tal

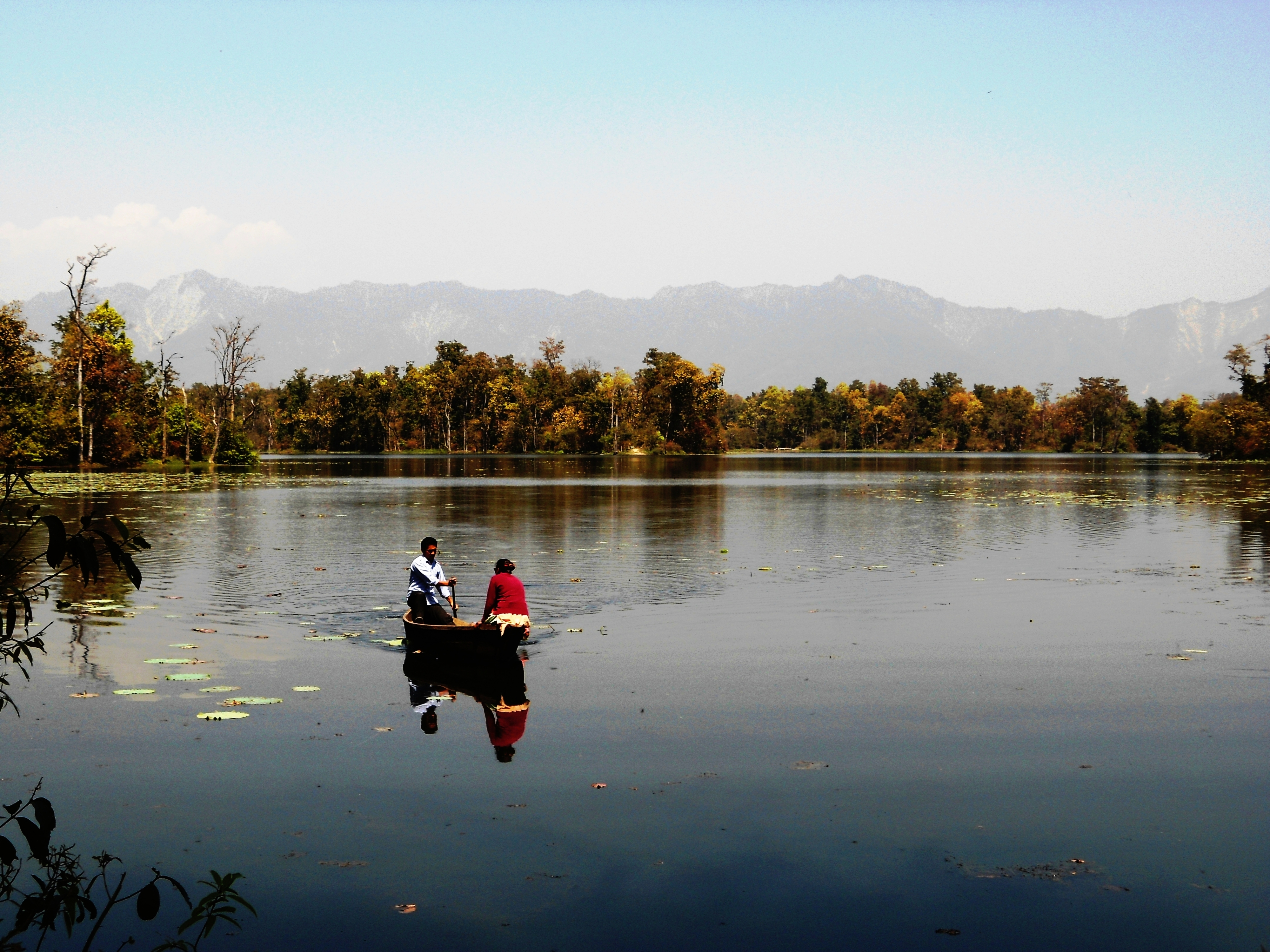
Ghodaghodi Tal

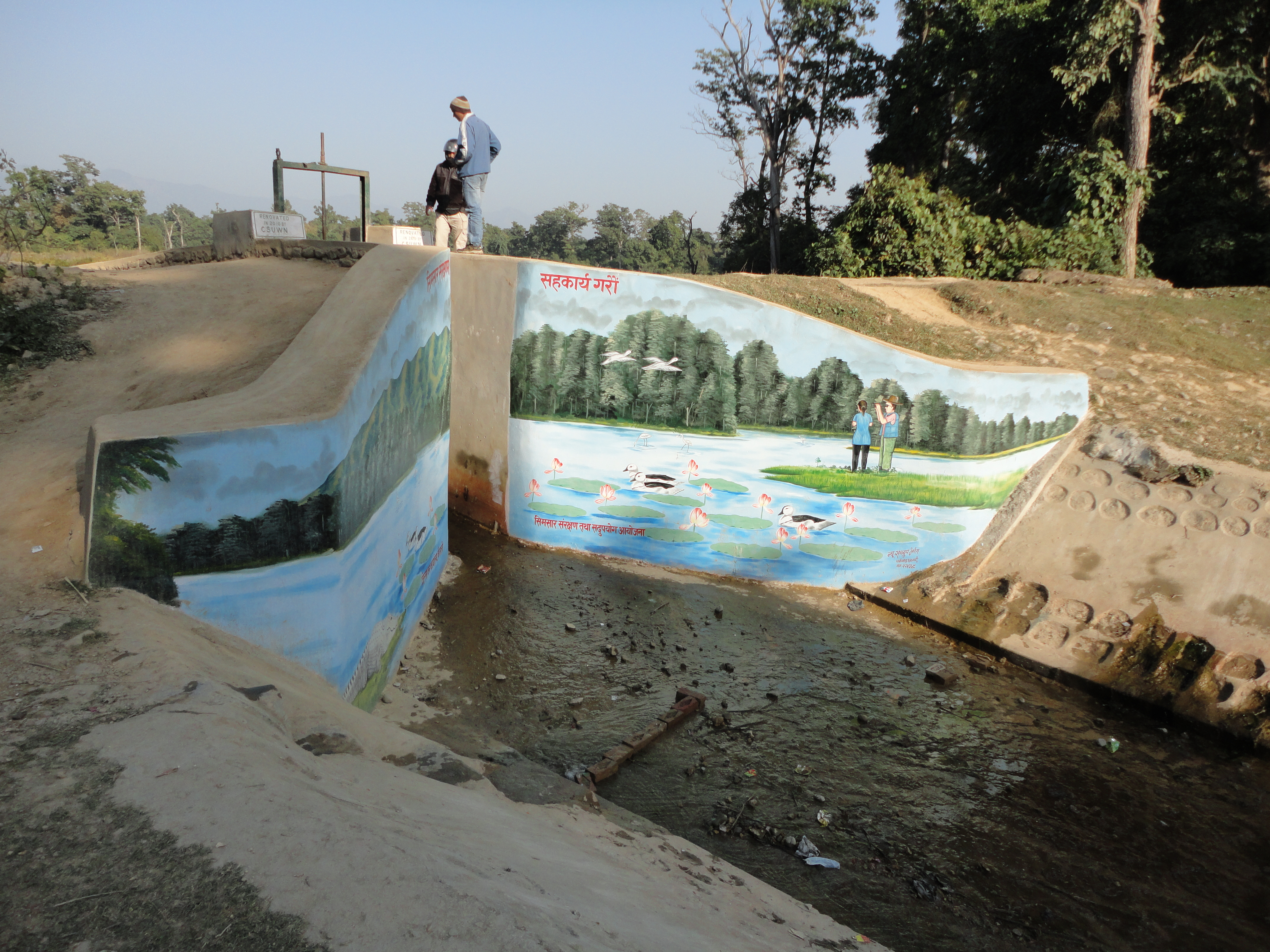
Zapora na strumieniu wypływającym z jednego z jezior

Ghodaghodi Tal – zespół starorzeczy w zachodnim Nepalu. Składa się z 13 połączonych ze sobą licznymi strumieniami jezior i stawów. Położony jest na wysokości 205 m n.p.m., u podnóża gór Siwalik, części Himalajów. Obszar bezpośrednio sąsiadujący z jeziorami pokryty jest przede wszystkim torfowiskami i podmokłymi łąkami, zaś wokół rosną tropikalne lasy liściaste. W sierpniu 2003 roku Ghodaghodi Tal został objęty ochroną w ramach konwencji ramsarskiej.

## Flora
Na obszarze Ghodaghodi Tal odnotowano występowanie około 450 gatunków roślin, w tym 22 gatunki hydrofitów. Są to między innymi Ludwigie z gatunku Ludwigia adscendens oraz pływacz zachodni (Utricularia australis). Ponadto, występują tam damarzyk mocny (Shorea robusta), storczyki z gatunku Aerides odorata i lotos orzechodajny (Nelumbo nucifera).

## Fauna
Ghodaghodi Tal zamieszkuje około 60 gatunków ptaków, zaś około 140 gatunków pojawia się w okolicy jezior sezonowo. Wśród nich znaleźć można podgorzałkę zwyczajną (Aythya nyroca), rybożera białosternego (Ichthyophaga ichthyaetus) oraz marabuta jawajskiego (Leptoptilos javanicus). Ponadto, jeziora oraz obszary w ich okolicy zamieszkują krytycznie zagrożone wyginięciem żółwie z gatunku kachuga kachuga, tygrysy bengalskie (Panthera tigris tigris), wydrzyce gładkowłose (Lutrogale perspicillata), barasingi bagienne (Rucervus duvaucelii) oraz korkodyle błotne (Crocodylus palustri). Odnotowano również występowanie w jeziorach 29 gatunków ryb, w tym gatunki Puntius chola, brzeszczotek azjatycki (Notopterus notopterus) i Oxygaster bacaila.

## Religia
Jezioro jest miejscem kultu poświęconym bóstwu Ghodaghodi. Każdego roku w grudniu rdzenni mieszkańcy okolicznych obszarów z ludu Tharu obchodzą święto Agan Panchami, podczas którego odbywają rytualną kąpiel w jeziorze.

## Zagrożenia
Jeziora są intensywnie eksploatowane. Okoliczne tereny zamieszkuje około 6700 osób, z których połowę stanowią nielegalni imigranci z okolicznych, górzystych obszarów. Powoduje to rozwój rybołówstwa i rolnictwa. Równowagę ekologiczną zaburzają także wzmożony ruch drogowy na południowych krańcach Ghodaghodi Tal, budowa nowych, niezatwierdzanych świątyń, nadmierny wypas zwierząt, kłusownictwo i łowiectwo, nielegalny wyrąb lasów oraz przemyt drewna.

## Ochrona przyrody
Po objęciu jezior ochroną w ramach konwencji ramsarskiej liczne lokalne społeczności i organizacje pozarządowe podjęły współpracę z oddziałem IUCN w Nepalu w celu ograniczenia degradacji środowiska w rejonie Ghodaghodi Tal. Przeprowadzono też wstępne działania zmierzające do ograniczenia wypasu zwierząt i powstrzymania przekształceń w naturalnym środowisku regionu.

## Galeria

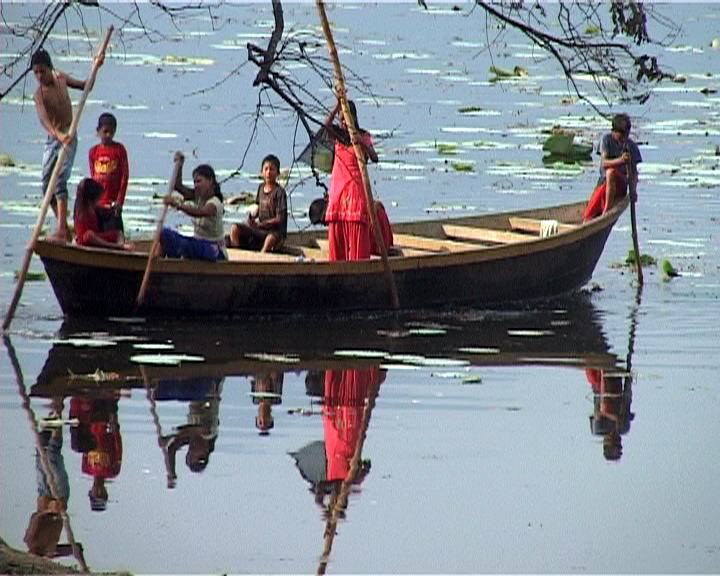
Łódź na jeziorze
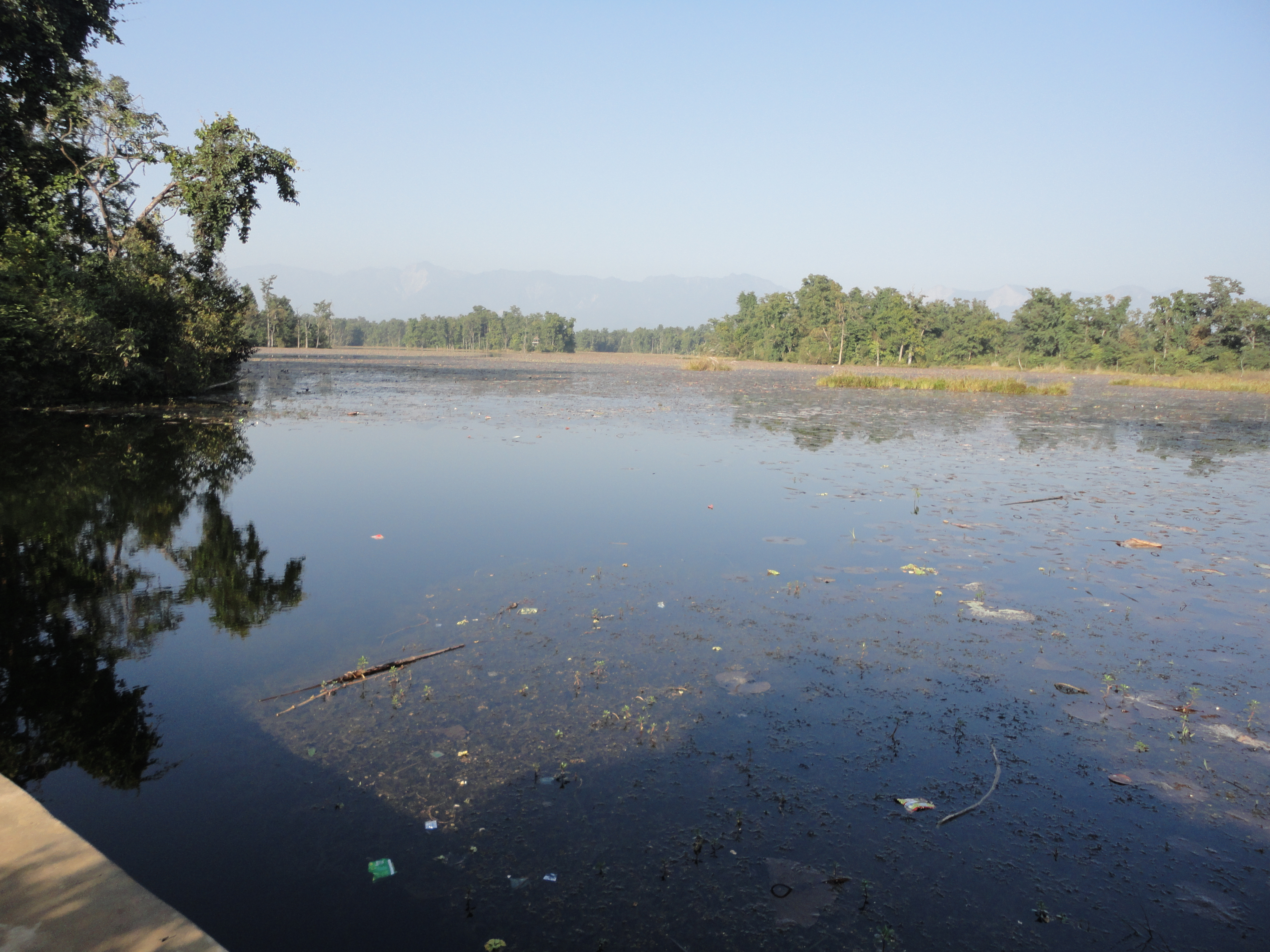
Widok na jezioro
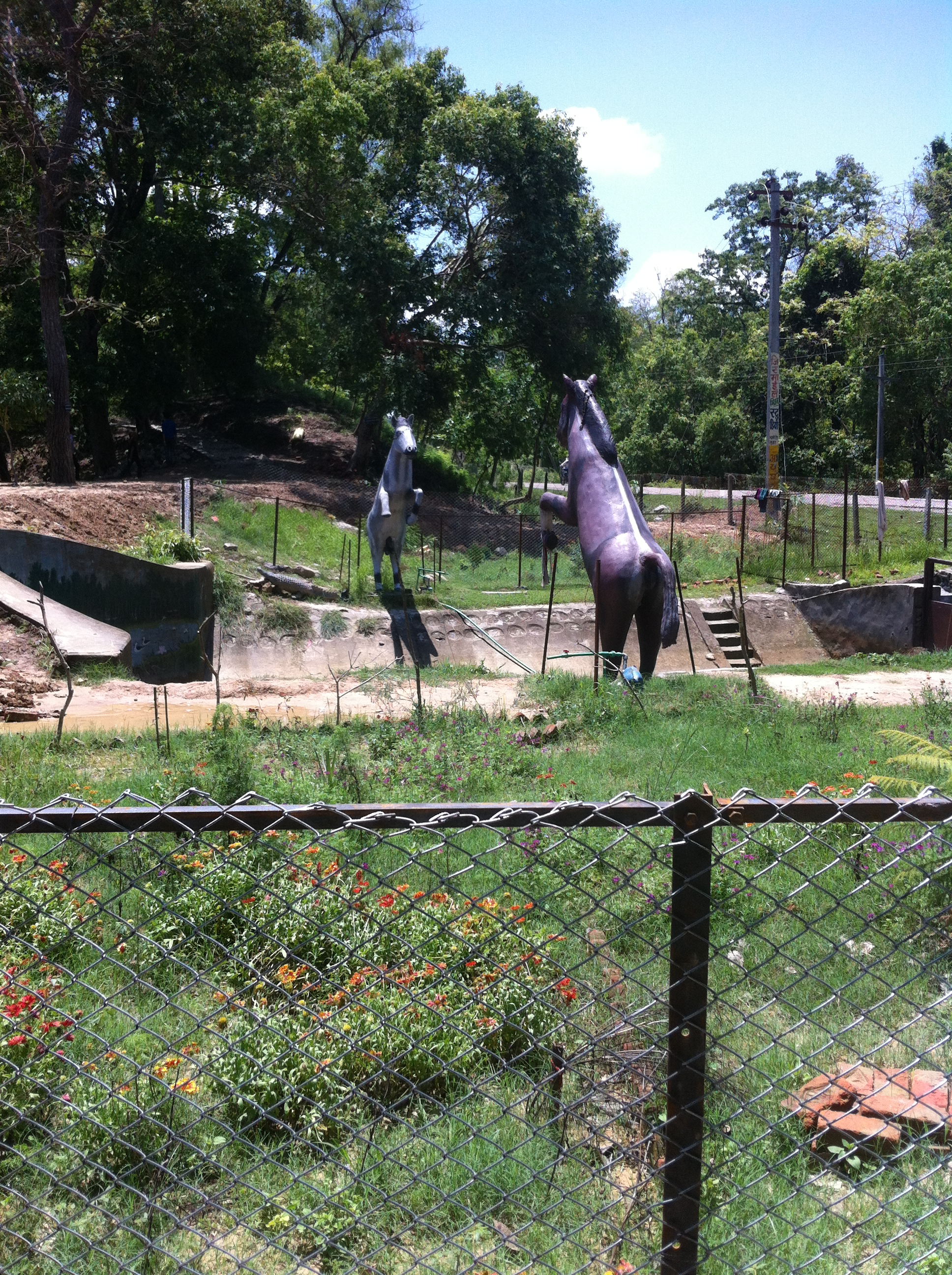
Pomnik nad jeziorem
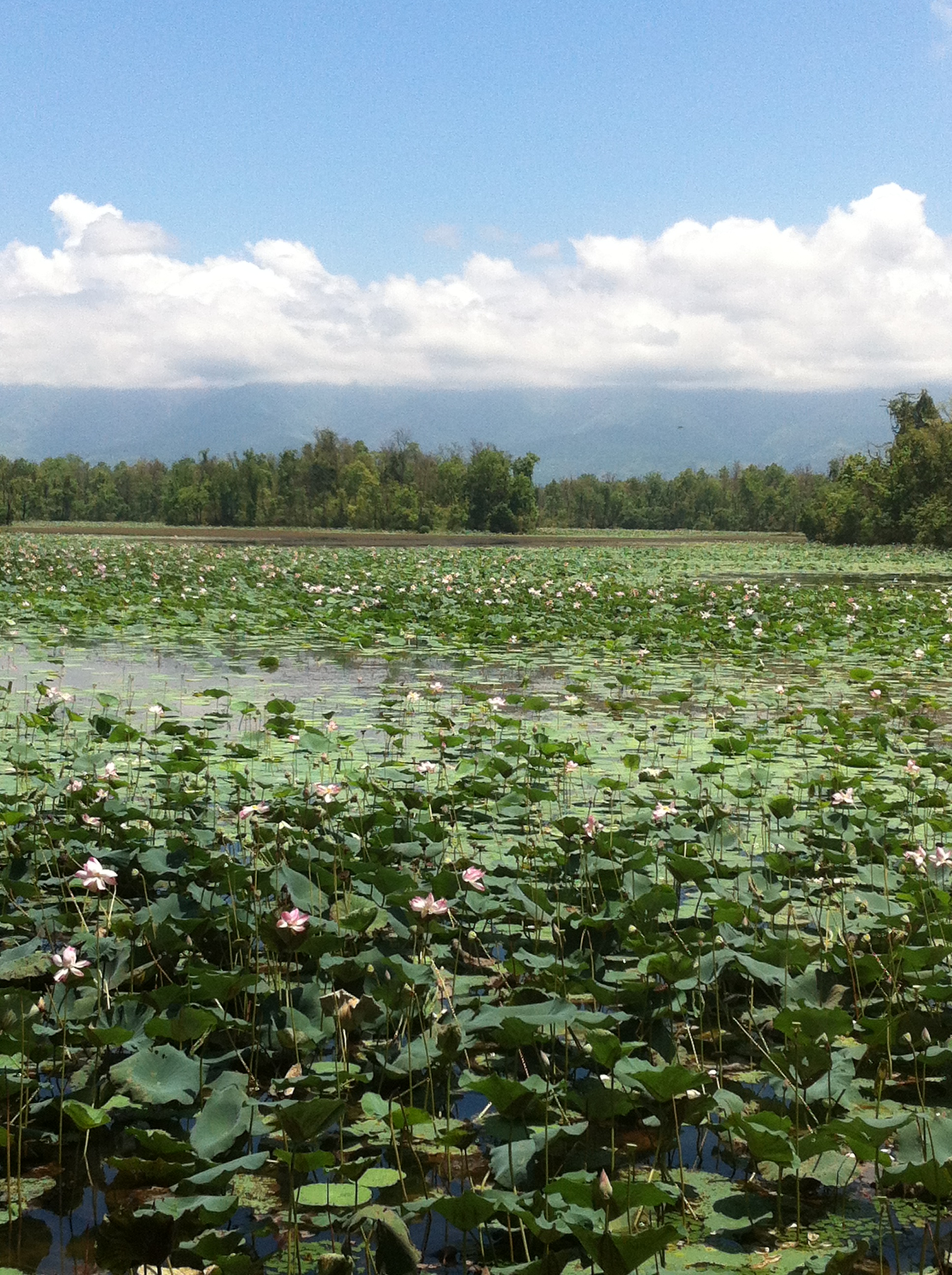
Zbiorowisko lotosu